# Іршавська міська територіальна громада
Іршавська міська об'єднана територіальна громада — об'єднана територіальна громада в Україні, в Хустському районі Закарпатської області. Адміністративний центр — місто Іршава.
Площа становить 309,5 км². Населення - 35893 ос. (2020р.).

## Історія
Утворена 30 вересня 2016 року шляхом об'єднання:
1. Іршавської міської ради
2. Лозянської сільської ради Іршавського району.

У 2020р. у склад громади були включені інші населені пункти.

## Населені пункти
У складі громади 1 місто (Іршава) і 19 сіл:
1. Брід
2. Велика Розтока
3. Дешковиця
4. Дуби
5. Дубрівка
6. Загаття
7. Івашковиця
8. Ільниця
9. Климовиця
10. Кобалевиця
11. Крайня Мартинка
12. Лоза
13. Локіть
14. Мала Розтока
15. Осій
16. Підгірне
17. Смологовиця
18. Собатин
19. Чорний Потік